# Miasto Gračanica
Miasto Gračanica (bośn. Grad Gračanica) – jednostka administracyjna w Bośni i Hercegowinie, w kantonie tuzlańskim. W 2013 roku liczyła 45 220 mieszkańców.